# B. J. Wilson
Barrie James „B. J.“ Wilson (* 18. März 1947 in Edmonton, London; † 8. Oktober 1990 in Eugene, Oregon) war ein britischer Rockmusiker. Er wurde bekannt als Schlagzeuger von Procol Harum, wo er von 1967 bis zur Auflösung der Band 1977 spielte.

## Biografie
Wilsons Karriere begann 1963 bei den Paramounts, denen er bis 1966 angehörte. Bei Aufnahmesessions begegnete Wilson Jimmy Page, der für seine zukünftige Band Led Zeppelin einen geeigneten Schlagzeuger suchte. Page war von Wilson so beeindruckt, dass er ihn engagieren wollte. Wilson gab jedoch Procol Harum den Vorzug, die aus den Paramounts hervorgegangen waren, und spielte mit ihnen von Sommer 1967 bis Mai 1977 zehn Alben ein. Etwas untypisch für einen Rock-Schlagzeuger bevorzugt er den Traditional Grip.
Neben dem Schlagzeug beherrschte er auch die Mandoline; 1972/73 spielte er sie bei einigen Procol-Harum-Auftritten in Deutschland.
Wilson wurde auch häufig als Studiomusiker gebucht. Er ist zu hören auf Alben von Jody Grind, Leon Russell, Lou Reed, Frankie Miller, John Hiatt, Bob Siebenberg und Joe Cocker, zu dessen Welterfolg  With a Little Help from My Friends von 1968 er den kraftvollen Auftakt beisteuerte.
Nach der Auflösung von Procol Harum schloss er sich der Frankie-Miller-Band an und später der Band von Joe Cocker. Für einen Auftritt bei Eberhard Schoeners ersten „Rock Meets Classic“-Nacht am 12. November 1980 in München holte ihn Gary Brooker in seine Band. 1985 verpflichtete ihn Brooker für Aufnahmen zu seinem Album Echoes in the Night.
Wilson war bereits 1979 in die USA übergesiedelt, wo er im Oktober 1990 starb. Er wurde in Corvallis im US-Bundesstaat Oregon beigesetzt. Seit seinem Tod trägt Gary Brooker Wilsons Lieblingssong A Salty Dog im Andenken an ihn vor. Procol Harum haben ihm das Album The Prodigal Stranger gewidmet. Joe Cocker hat sich in dem Song Another Mind Gone mitgeteilt. Leo Kottke hat auf seinem Album My Father’s Face mit dem Song BJ an ihn erinnert.
Am 8. Oktober 1990 starb Wilson im Alter von 43 Jahren in  Eugene, Oregon an einer Lungenentzündung.